# Alfonso Begara
Alfonso Martínez Begara (Granada, Andalucía, 1983), conocido como Alfonso Begara, es un actor español conocido por sus trabajos en televisión. Aunque nacido en Granada pasó su infancia en Torredonjimeno. Ha participado en el serial de Antena 3 El secreto de Puente Viejo en el papel de César Cárdenas.

## Biografía
Es un actor, cantante y músico jienense.
Ha protagonizado obras de teatro como Los últimos días de Judas Iscariote, Tito Andrónico, Bajarse al moro, Sueño de una noche de verano, El burlador de Sevilla, Y los sueños sueños son, Asamblea de mujeres , Retablillo de Don Cristóbal, entre otras; películas como La mula, El cónsul de Sodoma, Lola, Camarón o El día de mi boda; cortometrajes como 8:00 a.m.. También ha participado en series de televisión como Hospital Central, Sin tetas no hay paraíso, Cuestión de sexo, Amar en tiempos revueltos, Herederos, Los Serrano y Bandolera.

## Filmografía
Televisión:
| Año       | Título                     | Rol                    |
| --------- | -------------------------- | ---------------------- |
| 2004      | El Comisario               |                        |
| 2004      | Paco y Veva                | Novio                  |
| 2004-2005 | Hospital Central           | Salvador "Salva"       |
| 2007      | Herederos                  | Ramiro Paniagua        |
| 2008      | Los Serrano                | Cantaor flamenco       |
| 2008      | Amar en tiempos revueltos  | Marido de gitana       |
| 2009      | Cuestión de sexo           |                        |
| 2009      | Sin tetas no hay paraíso   | Yonqui                 |
| 2011-2013 | Bandolera                  | El Chato               |
| 2015-2016 | El secreto de Puente Viejo | César Cárdenas         |
| 2016      | Víctor Ros                 | Luis Salazar           |
| 2017      | El Ministerio del Tiempo   | Paco Rabal             |
| 2018      | Centro Médico              | Lucas Castejón         |
| 2019      | La que se avecina          | Fede, novio de Martina |
| 2019      | Brigada Costa del Sol      | Nonino                 |
| 2024      | El Marqués                 | Pedro González         |

Cine:
| Año  | Título                   | Personaje                       | Dirección                            |
| ---- | ------------------------ | ------------------------------- | ------------------------------------ |
| 2004 | El día de mi boda        |                                 |                                      |
| 2005 | Camarón                  | Tomatito                        | Jaime Chávarri                       |
| 2006 | Lola                     | Antonio González "El Pescaílla" | Miguel Hermoso                       |
| 2008 | Los minutos del silencio | Nono                            | R. Robles Rafatal                    |
| 2009 | El cónsul de Sodoma      | Luis                            | Sigfrid Monleón                      |
| 2013 | La mula                  | Teniente republicano            | Michael Radford y Sebastien Grousset |

#### Cortometrajes
| Año  | Título     | Personaje    | Dirección            |
| ---- | ---------- | ------------ | -------------------- |
| 2009 | Señales    | Paco         | Pedro Moreno del Oso |
| 2009 | 8:00 a.m   | Pablo        | Pablo Ortega Medina  |
| 2010 | La memoria |              | Gabriel Bos          |
| 2017 | Stanbrook  | Juan Antonio | Carlos Aceituno      |

Teatro:
| Año       | Título                              | Rol      |
| --------- | ----------------------------------- | -------- |
| 2001      | Retablillo de Don Cristóbal         | Poeta    |
| 2001-2002 | Asamblea de mujeres                 |          |
| 2002      | Y los sueños sueños son             | Basilio  |
| 2002-2003 | El burlador de Sevilla              | Anfriso  |
| 2004      | El cántaro roto                     | Ruperth  |
| 2004      | Los verdes campos del Edén          | Manuel   |
| 2006-2007 | Sueño de una noche de verano        | Lisandro |
| 2007-2008 | Bajarse al moro                     |          |
| 2009      | Tito Andrónico                      |          |
| 2010      | Los últimos días de Judas Iscariote |          |

- Datos: Q5666714
- Multimedia: Alfonso Begara / Q5666714